# Туркменистан на летних Паралимпийских играх 2024
Туркменистан на летних Паралимпийских играх 2024, прошедших в Париже с 28 августа по 8 сентября 2024 года, был представлен одной спортсменкой — Маягозель Экеевой, соревновавшейся в пауэрлифтинге в весовой категории свыше 86 кг. 8 сентября она подняла 112 кг и заняла шестое место.

## Пауэрлифтинг
| Спортсмен        | Дисциплина           | Результат, кг | Место |
| ---------------- | -------------------- | ------------- | ----- |
| Маягозель Экеева | Женщины, свыше 86 кг | 112           | 6     |